# Isaque Severino Silva
Isaque Severino Silva (São Carlos, 24 de febrero de 2007) es un futbolista brasileño que juega de centrocampista para el Fluminense FC del Campeonato Brasileño de Serie A.

## Biografía
Tras empezar a formarse como futbolista en las categorías inferiores del Fluminense FC, finalmente fue convocado por el primer equipo en la temporada de 2024, haciendo su debut el 5 de diciembre de 2024 en el Campeonato Brasileño de Serie A contra el Cuiabá EC tras sustituir a Jhon Arias en el minuto 94.

## Clubes
| Club          | País   | Año   | Partidos | Goles |
| ------------- | ------ | ----- | -------- | ----- |
| Fluminense FC | Brasil | 2024- | 12       | 0     |